# RPEL1
RPEL1 (англ. Ribulose-5-phosphate-3-epimerase like 1) — білок, який кодується однойменним геном, розташованим у людей на 10-й хромосомі. Довжина поліпептидного ланцюга білка становить 228 амінокислот, а молекулярна маса — 25 023.
| 10         |  | 20         |  | 30         |  | 40         |  | 50         |
| ---------- |  | ---------- |  | ---------- |  | ---------- |  | ---------- |
| MASGCKIGPS |  | ILNSDLANLG |  | AKCLQMLDSG |  | ADYLHLDVMD |  | GHFVPNITFG |
| HPVVESLRKQ |  | LGQDPFFDMH |  | MMVSKPEQWV |  | KPMAVAEANQ |  | YTFHLEATEN |
| PGTLIKDIRE |  | NGMKVGLAIK |  | PGTSVEYLAP |  | WANQIDMALV |  | MTVEPGFGEQ |
| KFMEDMMPKV |  | HWLRTQFPSL |  | DIEGDGGVGS |  | DTVHKCAEAG |  | ANMTVSGSAI |
| MRSEDPRSVI |  | NLLRNICSEA |  | AQKRSLDR   |  |            |  |            |

A: Аланін

C: Цистеїн

D: Аспарагінова кислота

E: Глутамінова кислота

F: Фенілаланін

G: Гліцин

H: Гістидин

I: Ізолейцин

K: Лізин

L: Лейцин

M: Метіонін

N: Аспарагін

P: Пролін

Q: Глутамін

R: Аргінін

S: Серин

T: Треонін

V: Валін

W: Триптофан

Кодований геном білок за функцією належить до ізомераз. Задіяний у таких біологічних процесах, як вуглеводний обмін, ацетилювання. Білок має сайт для зв'язування з іонами металів, іоном цинку, іоном заліза, іоном марганцю, кобальтом. 